# محمد العمدة
محمد العمدة (19 أغسطس 1964) محامي مصري وعضو سابق بمجلس الشعب المصري عن انتخابات 2005 مستقل - 2010 عن حزب الوفد - 2011 مستقل.

## الحياة البرلمانية
فاز بعضوية مجلس الشعب عام 2005 مستقل عن دائرة كوم أمبو بـ أسوان، ثم أعلن انضمامه الحزب الدستوري الاجتماعي الحر، ثم انضم لحزب الوفد في عام 2010, ثم أعلن بعد ذلك رغبته في الترشح لرئاسة الجمهورية 

## جدل برلماني
في عام 2008 عارض العمدة رفع سن زواج الفتاة لـ18 عاما، كما رفض القانون المقدم لمجلس الشعب بتجريم الختان 
في 2010 دارت بينة وبين رجب هلال حميدة مشاجرة اتهمه خلالها حميدة بحصوله علي تراخيص لشركة سياحية باسم أحد اقاربه.
كان ضمن 142 نائباً تم اتهامهم رسمياً بتخطي الحد المسموح من قرارات العلاج علي نفقة الدولة، وقد أقسم بالطلاق تحت قبة المجلس أنه ينفق من جيبه الخاص [بحاجة لمصدر]

## مابعد ثورة 25 يناير
عرف العمدة بعد ثورة 25 يناير بتقاربه الشديد مع جماعة الإخوان المسلمين، وعمل مقدماً لبرنامج «دوار العمدة» في القناة المملوكة للإخوان «مصر 25»، ووصف مظاهرات 30 يونيو بالانقلاب، وانضم إلي الرافضين لانقلاب 3 يوليو العسكري بمنصة الإخوان بميدان رابعة العدوية،  وتم اعتقاله بعد فض اعتصامي رابعة العدوية والنهضة.
بعد خروجه من السجن عام 2014 أطلق مبادرة لإعادة الإخوان إلي المشهد السياسي مرة أخري ولكن رفضت المبادرة من جميع القوي السياسية والمجتمعية.